# Secamone pedicellaris
Secamone pedicellaris är en oleanderväxtart som beskrevs av J. Klackenberg. Secamone pedicellaris ingår i släktet Secamone och familjen oleanderväxter. Inga underarter finns listade i Catalogue of Life.